# Хоментовская, Зофья
Зофья Хоментовская (пол. Zofia Chomętowska; 1902—1991) — одна из самых активных польских женщин-фотографов межвоенного периода. Большую часть своих работ посвятила Белорусскому Полесью. 

## Биография
Родилась 8 декабря 1902 года в деревне Порохонск под Пинском в знатной семье князей Друцких-Любецких.
Дважды выходила замуж, 3 сентября 1919 года вышла за Владислава Чеховича-Ляховицкого.
После аннулирования этого брака 31 мая 1930 года она вышла замуж за Якуба Хоментовского и развелась с ним в 1939 году.
Начиная с 1928 года фотографировала фотокамерой Leica. Фотографии были опубликованы, в частности, в еженедельнике „Świat” и выставлялась на многих выставках в стране и за рубежом.
Участвовала в первой послевоенной польской фотовыставке «Варшава обвиняет» в варшавском Национальном Музее, других городах страны и за рубежом, в других столицах.
Негативы фотографий, спасённые и вынесенные из варшавского восстания, она подарила Музею Варшавы.
В 1947 году она уехала в Аргентину. За 30 лет пребывания в этой стране не занималась фотографией. В 1971 году она посетила Варшаву.
Скончалась 20 мая 1991 года в Буэнос-Айресе.
Захоронена в Варшаве на кладбище Старые Повонзки. 52°15′01″ с. ш. 20°58′12″ в. д.